# Justin Kripps
Justin Kripps, född 6 januari 1987, är en kanadensisk bobåkare. Han blev olympisk mästare i tvåmanna tillsammans med Alexander Kopacz vid olympiska vinterspelen 2018 i Pyeongchang i Sydkorea, guldet delades med Tyskland.
Kripps deltog även vid olympiska vinterspelen 2010 och 2014.